# Valle dei Monaci
La valle dei Monaci è un percorso escursionistico costituito da sentieri che parte dal centro di Milano e prosegue fiancheggiando via Ripamonti a Milano. Il tragitto completo è lungo circa 65 km e viene solitamente percorso a tappe.